# Pickwick

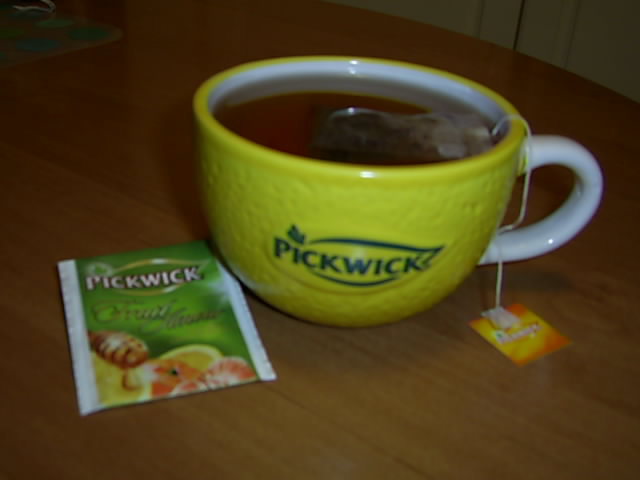
Чай «Пиквик»

Pickwick — торговая марка ароматизированного и в основном пакетированного чая, принадлежащая нидерландской компании JDE Peet’s. Названа в честь романа «Посмертные записки Пиквикского клуба».
В 1753 году Дауве Эгберт и его жена Акке открыли на главной улице городка Яуре во Фрисландии лавочку по продаже кофе, чая и табака. Вплоть до 1937 года все чаи компании выпускались под торговой маркой Douwe Egberts и на каждой пачке чая в качестве логотипа красовалась английская почтовая карета.
В 1930-е годы компанию возглавлял Йоганнес Хессель, чья супруга увлекалась чтением Диккенса. Согласно сайту компании, под впечатлением от романа о похождениях мистера Пиквика, она предложила сменить название чая на «Пиквик».
Под маркой «Пиквик» выпускаются традиционный чёрный чай, чёрный чай с фруктовым ароматом, травяной чай, зелёный чай, ройбуш и фруктовая смесь.